# West Office
West Office是一間於美國加州西部城市奧克蘭為基地的設計公司，成立於1985年，為全世界的博物館提供展品設計服務，其中香港科學館最大的展品「能量太空梭」和部分展品也是由這間公司設計。